# Курдюм (село, Саратовская область)
 Курдюм — село в Татищевском районе Саратовской области в составе сельского поселения Сторожевское муниципальное образование.

## География
Находится на расстоянии примерно 9 километров по прямой на юго-восток от районного центра поселка Татищево.

## История
Село основано в 1748 году помещиком Алексеем Ивановичем Родионовым. Первая церковь была построена вскоре после образования поселения и довольно быстро обветшала. В 1781 году вместо неё возвели новый храм. В 1859 году в Курдюме насчитывалось 92 двора и 612 жителей. Имелись почтовая станция, сельское управление, две мельницы. В 1910 году в Курдюме в 198 домохозяйствах проживали 1309 жителей. В советское время работали колхозы «Пятилетка» и им. С. М. Кирова.

## Население
Постоянное население составляло 597 человек в 2002 году (русские 86 %), 633 в 2010.

### Известные жители
- Лебедев, Николай Андреевич (1858—1932) — архитектор.
- Пономарёв, Пётр Тихонович (1924—1943) — участник Великой Отечественной войны, Герой Советского Союза (1944).

## Фотогалерея

### Село на фотографиях
- Виды села
- Вид на село
- Каскад прудов
- Храм Архангела Михаила
- Церковный дом
- Дом культуры

### Память, гордость и культура села
- История села
- Дом-музей Героя Советского Союза П. Т. Пономарёва
- Они сражались за Родину-1
- Они сражались за Родину-2

### Быт села
- Быт села
- Детский сад
- Магазин Новый
- Магазин Тополёк
- Спортивный городок
- Школа